# Ponte di San Giorgio (Mantova)
Il ponte di San Giorgio fu costruito in legno (1198 - 1199) nell'ambito dell'intervento idraulico attuato dall'ingegnere Alberto Pitentino che trasformò l'ambiente paludoso circostante la città di Mantova in un complesso di bacini lacustri, i cosiddetti laghi di Mantova, aventi funzione di protezione dalle inondazioni e dagli eserciti nemici.
Fu Ludovico Gonzaga sul finire del XIV sec., a edificare in muratura il ponte di San Giorgio dividendo in due, lago di Mezzo e lago Inferiore, lo specchio d'acqua formato a valle del lago Superiore dalla diga-ponte dei Mulini.

Il ponte era parte di un sistema militare difensivo che comprendeva il borgo fortificato di San Giorgio, posto dall'altro lato rispetto alla corte dei Gonzaga.
Il ponte di San Giorgio fu successivamente coperto come testimoniato da una lapide del 1417 conservata nel museo di Palazzo Ducale di Mantova. La più autorevole e imperitura documentazione del ponte, risalente al 1460 - 1461, è rilevabile nello sfondo della Morte della Vergine di Andrea Mantegna, dipinto ora esposto a Madrid al museo del Prado.  Il ponte compare anche sullo sfondo dell'Autoritratto con amici a Mantova di Rubens (1602-1606, Museo Wallraf-Richartz, Colonia).
La copertura verrà demolita il 25 settembre del 1634 in seguito ai danneggiamenti subiti nel 1630 durante l'assedio dei Lanzichenecchi. 
Un altro assedio avrà come epicentro il ponte e il borgo di San Giorgio: la battaglia di San Giorgio del 15 settembre 1796 che oppose l'esercito napoleonico assediante e le truppe austriache. Fu durante l'assedio durato sei mesi, che i francesi demolirono quasi totalmente il borgo di San Giorgio. Unico edificio salvatosi ed ancora integro è la "rocca di Sparafucile", così denominata da uno dei protagonisti del Rigoletto opera di Giuseppe Verdi.

Nel 1922 le arcate del ponte furono interrate e, abbattuto il ponte levatoio che consentiva il passaggio d'imbarcazioni tra i laghi di Mezzo e Inferiore, sostituito dalla costruzione attuale.

## Galleria d'immagini

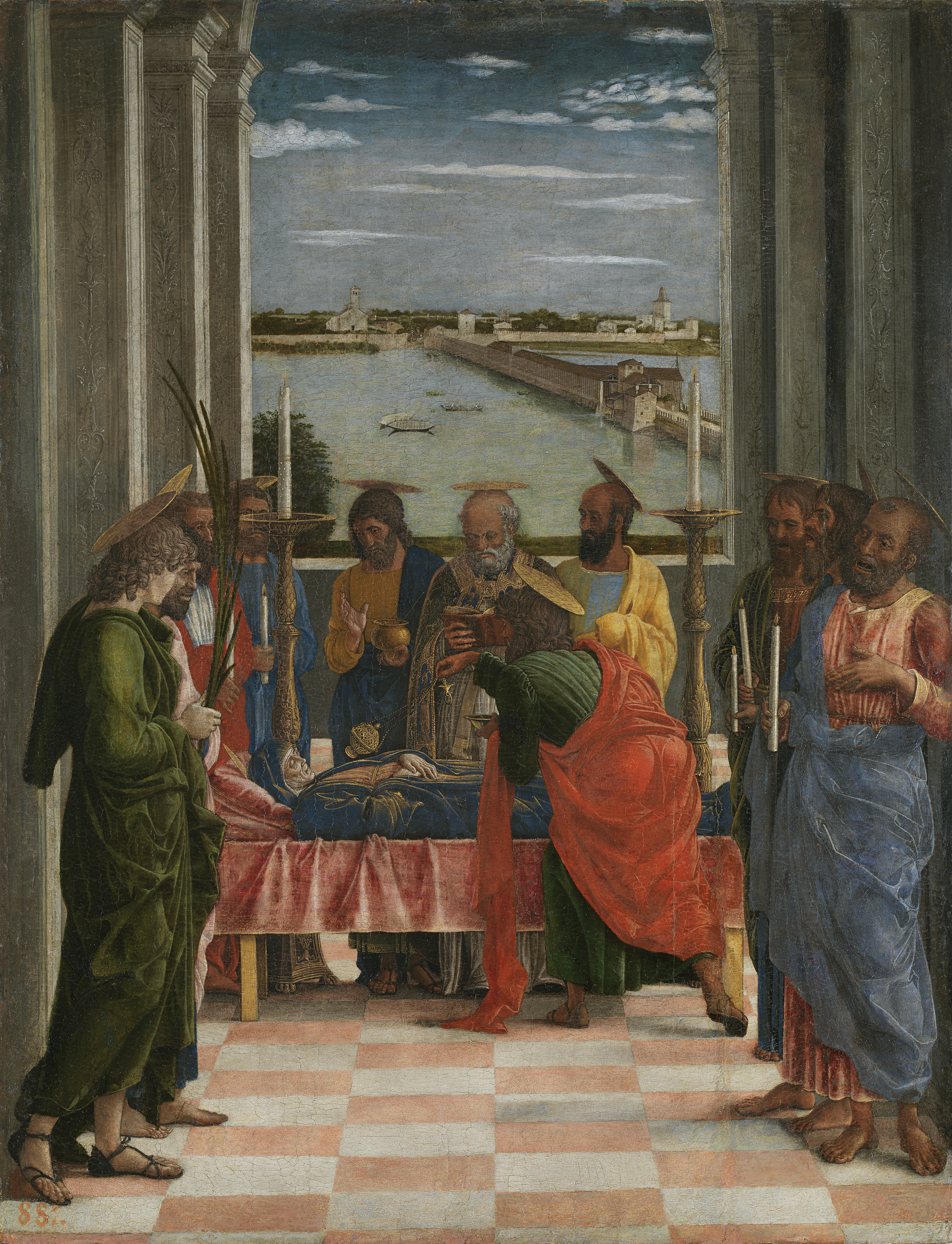
Morte della Vergine, Mantegna; il ponte sullo sfondo
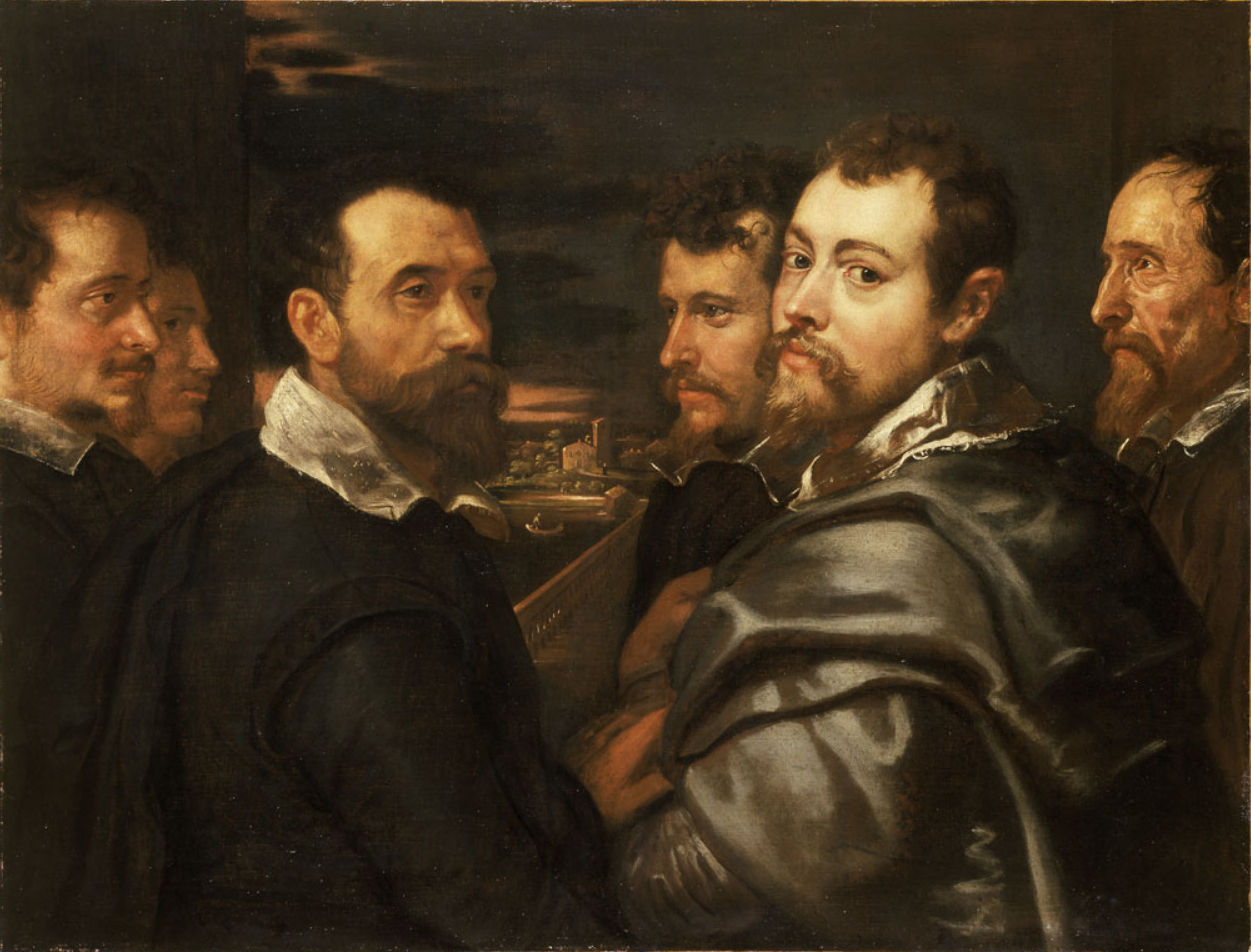
Autoritratto con amici a Mantova; Rubens; il ponte sullo sfondo
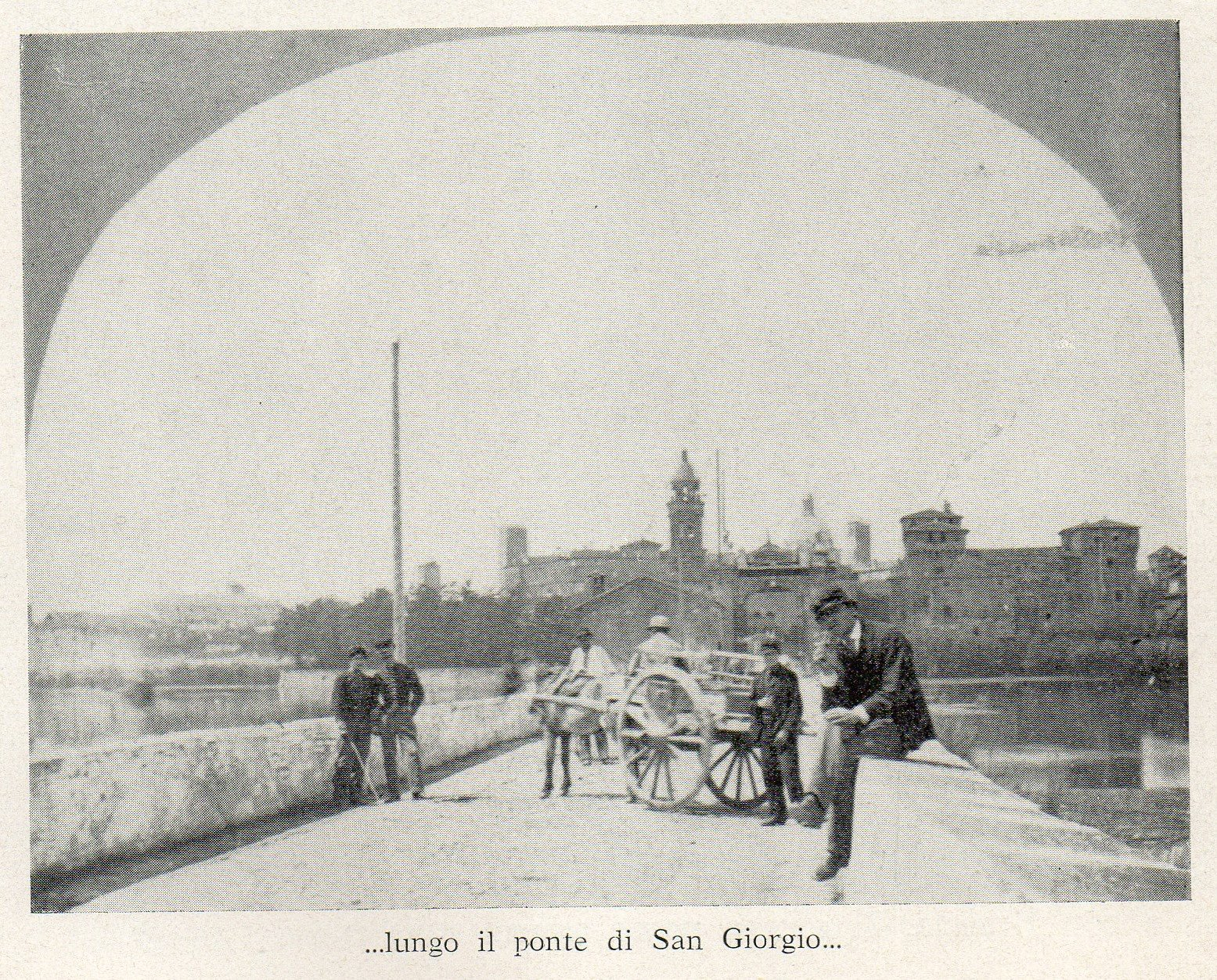
Ponte di San Giorgio, 1880
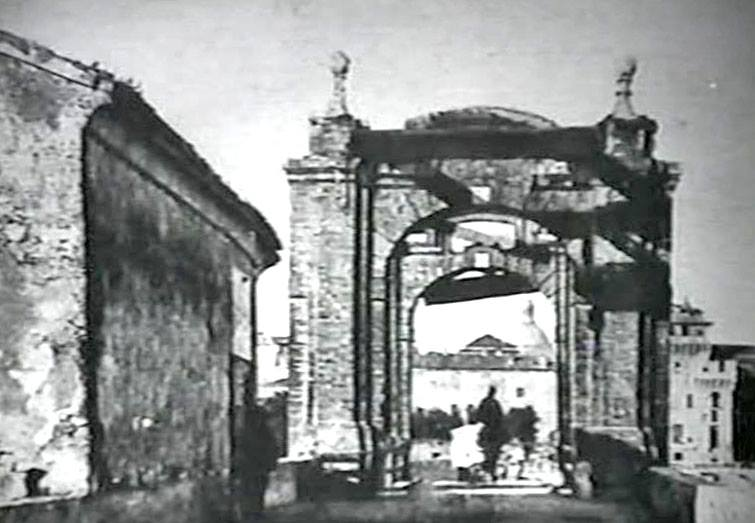
Vecchio ponte levatoio di San Giorgio, 1899
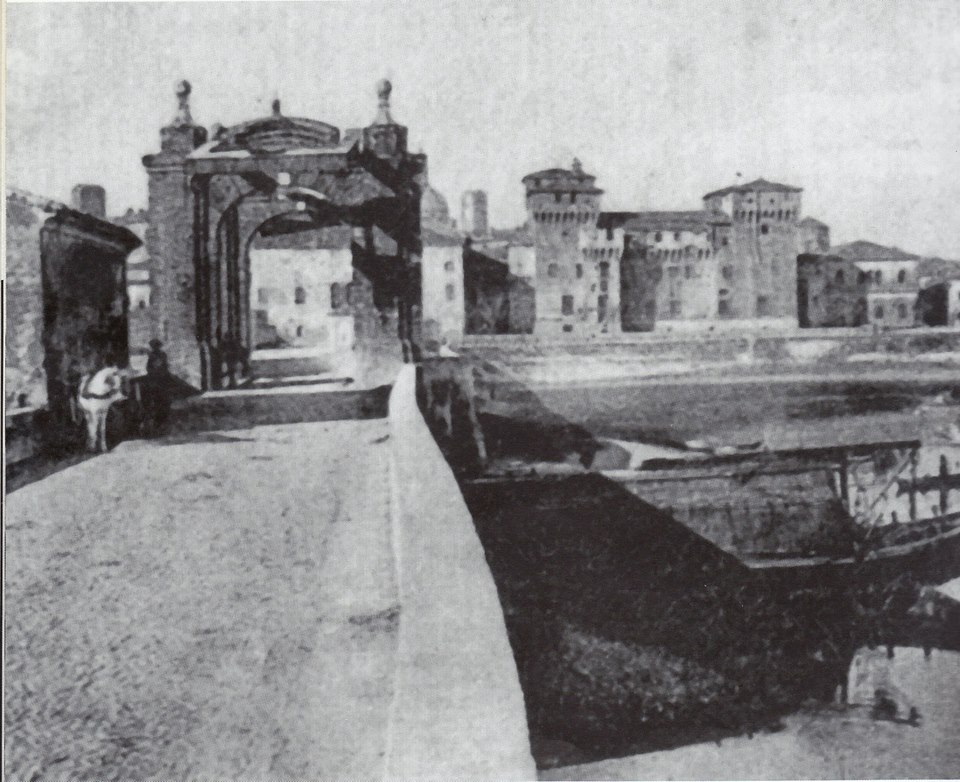
Ponte di San Giorgio, 1910
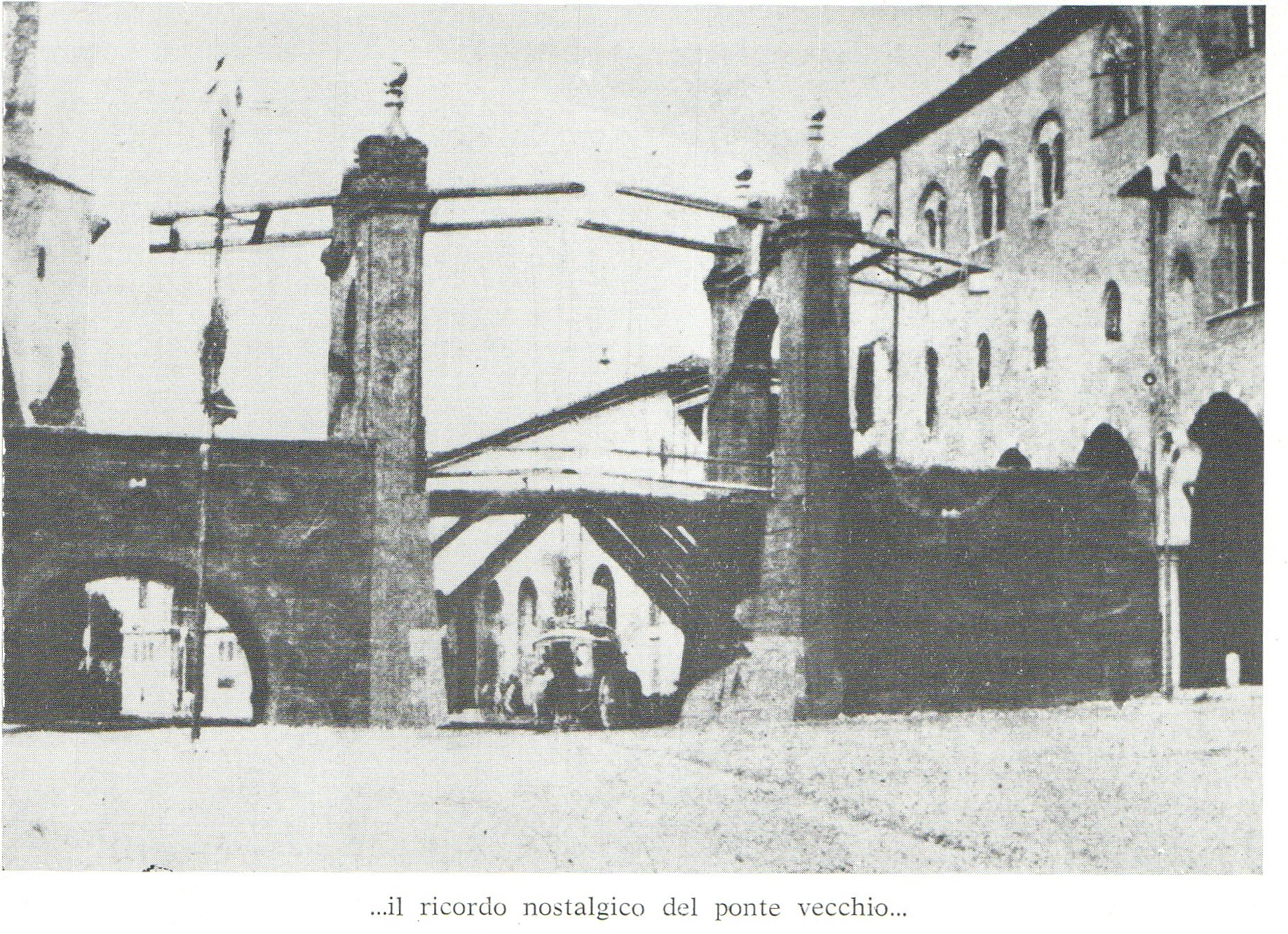
Ponte di San Giorgio in Piazza Sordello a Mantova, 1920